# Euonymus gracillimus
Euonymus gracillimus là một loài thực vật có hoa trong họ Dây gối. Loài này được Hemsl. mô tả khoa học đầu tiên năm 1886.